# Havenpissebed
De havenpissebed (Ligia oceanica) is een onder water levende pissebeddensoort uit de familie Ligiidae. De wetenschappelijke naam van de soort werd in 1767 voor het eerst geldig gepubliceerd door Carl Linnaeus.

## Beschrijving
De snellopende semi-terrestrische havenpissebed is ovaalvormig, tweemaal zo lang als breed en kan tot 30 millimeter lang worden, waardoor het een van de grootste landpissebedden is. Zijn kleur kan variëren van grijs tot olijfgroen, en heeft grote ogen die lijken op het samengesteld oog van insecten. De antennes zijn ongeveer twee derde van de lengte van het lichaam. De kop en het eerste thoracale segment zijn versmolten tot een kopborststuk (cephalothorax), waardoor zeven extern zichtbare thoracale segmenten overblijven. De havenpissebed  bezit zeven paar lopende poten (pereopoden) van hetzelfde uiterlijk. Twee grote staartdraadjen (uropoden) steken uit de achterste rand van de telson, elk met twee lange takken (rami).

## Verspreiding
De havenpissebed is inheems in de gematigde wateren van noordoostelijke Atlantische Oceaan van Noorwegen tot Marokko, de westelijke Oostzee en de Noordzee. Het wordt geïntroduceerd in de Noordwest-Atlantische Oceaan van Maine tot Massachusetts, en de Azoren en de Canarische Eilanden. 
Hij wordt gevonden op rotsachtige kusten, kadepalen en havengebieden waar hij de grenzen van het land en de zee bewoont. Hij is een herbivoor en aaseter in het intergetijdengebied van Europa, maar lijkt zeldzaam te zijn in Noord-Amerika en heeft geen gerapporteerde ecologische of economische effecten. In Nederland komt ongeveer de helft van de populatie voor in het Deltagebied.